# 弘前市立草薙小学校
弘前市立草薙小学校（ひろさきしりつ くさなぎしょうがっこう）は、青森県弘前市大字大森字田浦にあった公立小学校。

## 沿革
- 1876年（明治9年）12月11日 - 貝沢村の民家を借用し、大森小学として創立[1]。
- 1880年（明治13年） - 小友村に移転、小友小学を併合[1]。
- 1887年（明治20年） - 大森簡易小学校と改称し、小友簡易小学校を分離[1]。
- 1892年（明治25年） - 草薙尋常小学校と改称[1]。
- 1902年（明治35年）9月15日 - 裾野村大字大森字田浦14番地に新校舎落成[1]。
- 1919年（大正8年）1月17日[1] - 草薙農業補習学校が併設される。
- 1939年（昭和14年）4月1日[2][1] - 高等科を併置し、草薙尋常高等小学校になる。
- 1941年（昭和16年）4月1日 - 国民学校令により、草薙国民学校と改称。
- 1947年（昭和22年）4月1日 - 新学制により、裾野村立草薙小学校と改称。高等科を廃止して、草薙中学校を併置し、高等科生を中学校に移籍[1]。
- 1955年（昭和30年）3月1日 - 裾野村が弘前市に合併されたため、弘前市立草薙小学校と改称。
- 1967年（昭和42年）12月26日[1] - 新校舎が落成。
- 1982年（昭和57年） - 草薙中学校が十面沢の修斉中学校と統合し、弘前市立裾野中学校となる。
- 2016年（平成28年）4月1日 - 修斉小学校と統合し、弘前市立裾野小学校を開校。それに伴い本校は閉校した。

## 学区
貝沢・大森

## 交通
- 弘南バス 「貝沢」バス停下車
  - 高杉・鬼沢経由 弘前 - 十腰内・鰺ヶ沢線
  - 三世寺経由 弘前 - 十腰内線
  - 楢の木・糠坪経由 十腰内 - 弘前駅線
  - 鰺ヶ沢 → 聖愛高校線（平日朝の高校行のみ運行）